# 永光基乃
永光 基乃（ながみつ きの、1961年9月16日 - ）は、日本のバレリーナ、女優。本名は渋谷 基乃。東京都出身。

## 来歴・人物
国本女子高校卒業。
小学3年生からクラシック・バレエを学び、貝谷八百子バレエ団のソリストになる。
1983年、TBSテレビドラマのポーラテレビ小説『千春子』のヒロインに選ばれ、女優の道へ進む。『千春子』の脚本家・重森孝子の娘も貝谷バレエ団で習っている関係から、同ドラマのプロデューサー・柳井満に紹介されての起用だった。
その後は舞台、テレビドラマなどで活躍する。バレエでは1991年の貝谷バレエ団公演で、『コッペリア』の主役スワニルダ役を踊り、翌1992年には、貝谷八百子追悼公演で再び同役を踊った。

## 出演

### テレビドラマ
- ポーラテレビ小説 （TBS）
  - 千春子（1983年 - 1984年）
- 東芝 日曜劇場 （TBS）
  - 第1438話「29歳」（1984年）
  - 第1520話「したたか夫婦学・その3 夫の居場所」（1986年）
- 東中学3年5組（1984年、TBS）
- ニッポン親不孝物語（1985年、日本テレビ）
- '85年型家族あわせ（1985年、TBS）
- 都の風（1986年 - 1987年、NHK） - 沢木法子
- 火曜サスペンス劇場 （日本テレビ）
  - 「傍観者殺人事件」（1986年）
  - 「小京都ミステリー4」（1991年） - 名木陽子
  - 「小京都ミステリー13」（1995年） - 加賀友子
- 水戸黄門 （TBS）
  - 第16部 第35話「赤べこが結ぶ夫婦の絆 -会津-」（1986年） - おさわ
  - 第17部 第3話「炎に浮かぶ凶賊の罠 -甲府-」（1987年） - 琴江
  - 第18部
    - 第10話「仇討ち木曽節仁義 -木曽福島-」（1988年） - お美代
    - 第30話「天下の嶮の悪退治 -箱根-」（1989年） - おきみ

  - 第19部 第8話「過去を背負った男 -新庄-」（1989年） - お春
  - 第20部
    - 第37話「悲願を秘めた水芸師 -長岡-」（1991年） - おさよ
    - 第48話「陰謀渦巻く薪能 -江戸-」（1991年） - 妙

  - 第21部 第22話「仏の里の鬼退治 -彦根-」（1992年） - お光
  - 第23部 第13話「姫様狙う悪の罠 -福井-」（1994年10月31日） - 琴路
- 江戸を斬るVII 第10話「瞼の父は大泥棒」（1987年、TBS / C.A.L） - おきみ
- 若大将天下ご免! 第40話「旅立ちに風はやさしく」（1987年、テレビ朝日） - おその
- 大岡越前 第10部 第5話「呪われた相続殺人事件」（1988年、TBS） - お初
- 愛無情（1989年、東海テレビ）
- 花ちりめん（1989年、読売テレビ）
- 芸能社会（1990年、TBS）
- 夏色のアルバム（1990年、TBS）
- 月曜ドラマスペシャル / 松本清張作家活動40周年記念 西郷札（1991年、TBS）
- 刑事貴族3 第5話「疑心暗鬼」（1992年、日本テレビ）
- 名奉行 遠山の金さん（テレビ朝日 / 東映）
  - 第4シリーズ 第20話「妻を売った武士」（1992年） - 百合
  - 第5シリーズ 第25話「罠にはまった盗賊夫婦」（1993年） - お順
- NIGHT HEAD（1992年、フジテレビ） - 剱木伸子
- 鬼平犯科帳 第4シリーズ 第19話「おしゃべり源八」（1993年、フジテレビ） - およし
- 土曜ワイド劇場 （テレビ朝日）
  - 「眠りの森の美女殺人事件」（1993年） - 斉藤葉瑠子
  - 「温泉若おかみの殺人推理8 不倫の汚名をきせられて…」（2000年） - 星川純子
  - 「リカ」（2002年）
- 喧嘩屋右近 第3シリーズ 第7話「お役人稼業は辛いもの」（1994年、テレビ東京）
- ドラマ特別企画 / がんばらない（2001年・2004年、TBS） - 松浦杏子
- 演歌の女王 第9話「死ぬか生きるか? 女のわかれ道」（2007年、日本テレビ）

### 舞台
- 滝の白糸
- おんなは一生懸命
- 樋口一葉
- マクベス
- ブレーヤーズ
- ヴァニティーズ
- とき語り 源氏物語